# Blanca Burns
Blanca Burns (* 12. Februar 1987 in Mexiko) ist eine US-amerikanische Basketballschiedsrichterin mexikanischer Abstammung, die seit dem Jahr 2021 in der NBA tätig ist.

## Karriere
Vor dem Einstieg in die NBA arbeitete sie als College-Basketballschiedsrichterin. Burns begann im Jahr 2021 ihre NBA-Schiedsrichterlaufbahn beim Spiel der San Antonio Spurs gegen die Utah Jazz. Zuvor war sie als Schiedsrichterin in der NBA G-League tätig.
Sie arbeitet zudem als FIBA-Basketballschiedsrichterin. Zusammen mit ihren Kolleginnen Jenna Reneau und Amy Bonner war sie eine der ersten Schiedsrichterinnen, welche bei einer Basketball-Weltmeisterschaft der Herren zum Einsatz kamen.